# 永田仁助

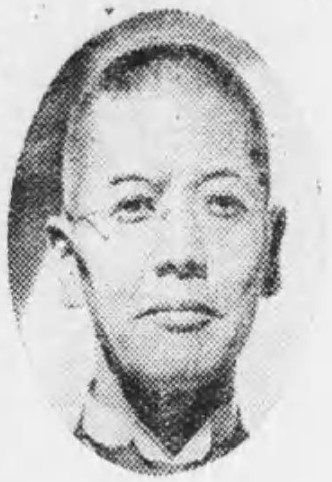
永田仁助

永田 仁助（ながた にすけ / じんすけ、1863年5月9日（文久3年3月22日）- 1927年（昭和2年）3月10日）は、明治・大正期の実業家、政治家。浪速銀行頭取、貴族院勅選議員。

## 経歴
摂津国西成郡（後の大阪市南区高津町四番丁。現在の大阪市中央区高津）で、米穀商・永田仁左衛門の長男として生まれる。藤沢南岳の泊園書院（現在の関西大学）で漢籍を学んだ。その後、家業を廃し、1889年（明治22年）第1回大阪市会議員選挙で当選。その後、大阪府会議員にも選出された。
その後、大阪の経済発展の必要性を考え、1894年（明治27年）8月、大阪明治銀行の設立に際して取締役に就任。その後、大阪市中銀行の合同の計画を推進し、1898年（明治31年）に浪速銀行が設立されると常務取締役となり、1908年（明治41年）第3代頭取に就任し、1913年（大正2年）まで在任した。同年、大阪電灯会社の監査役に就任し、1918年（大正7年）に社長となるが一年で退任し、その後、取締役、監査役を務めた。その他、大阪株式取引所理事、日本郵船取締役、南海鉄道取締役、大阪電気鉄道取締役、東洋棉花取締役、都市計画大阪地方委員会委員、鉄道会議議員、大阪高等工業学校商議委員などを務めた。
1925年（大正14年）12月1日、貴族院勅選議員に任じられ、茶話会に属して活動した。1927年に震災手形法問題で奔走中に脳溢血で倒れ、同年3月、静養中の東京ステーションホテルで死去した。